# غار سیاه وکیل‌آباد
غار سیاه وکیل آباد مربوط به دوران فرادیرینه‌سنگی - دوره ساسانیان است و در شهرستان پاسارگاد، بخش مرکزی، دهستان کمین، روبروی روستای وکیل آباد، ۱ کیلومتری سمت راست جاده شیراز به اصفهان واقع شده و این اثر در تاریخ ۱ مرداد ۱۳۸۶ با شمارهٔ ثبت ۱۹۳۰۶ به‌عنوان یکی از آثار ملی ایران به ثبت رسیده است.